# Loredana Nusciak
Loredana Nusciak, nome d'arte di Loredana Cappelletti (Trieste, 3 maggio 1942 – Trieste, 12 luglio 2006), è stata un'attrice e modella italiana.

## Biografia
Dopo aver vinto il titolo di Miss Trieste nel 1959, si avvicinò al mondo dello spettacolo come fotomodella e interprete di pubblicità televisiva per Carosello. Attiva come caratterista nel cinema fra il 1960 e il 1975, apparve in diverse commedia all'italiana e in film del cosiddetto cinema di genere, come peplum (nell'anno del debutto girò La regina delle Amazzoni), film thriller, poliziotteschi e western all'italiana. Lavorò anche in Francia, Spagna e Germania.
Fra i registi che la diressero si ricordano Sergio Corbucci, Antonio Margheriti, Camillo Mastrocinque, Mario Colucci e Dino Risi. Loredana Nusciak durante la sua carriera ebbe modo di affiancare Franco Nero, Alberto Sordi, Nino Taranto e Totò. A partire dal 1973 iniziò a prendere parte a fotoromanzi per la Lancio. Fino al 1986 lavorò in oltre 200 numeri, nella maggior parte dei casi in ruoli di secondo piano. Morì all'età di 64 anni, nella sua città natale, Trieste.

## Vita privata
Era sposata con l'attore Gianni Medici.

## Filmografia
- La regina delle Amazzoni, regia di Vittorio Sala (1960)
- Sanremo - La grande sfida, regia di Piero Vivarelli (1960)
- Ester e il re (Esther and the King), regia di Raoul Walsh (1960)
- Totòtruffa '62, regia di Camillo Mastrocinque (1961)
- Una vita difficile, regia di Dino Risi (1961)
- Smog, regia di Franco Rossi (1962)
- La banda Casaroli, regia di Florestano Vancini (1962)
- I sette gladiatori, regia di Pedro Lazaga (1962)
- I motorizzati, regia di Camillo Mastrocinque (1962)
- Il crollo di Roma, regia di Antonio Margheriti (1963)
- Le gioie della vita, episodio di Siamo tutti pomicioni, regia di Marino Girolami (1963)
- Bacio di sedicenni (Baiser de 16 ans), episodio di Una matta voglia di donna (Les baisers), regia di Claude Berri (1964)
- Sette a Tebe, regia di Luigi Vanzi (1964)
- Här kommer bärsärkarna, regia di Arne Mattsson (1965)
- Il morbidone, regia di Massimo Franciosa (1965)
- L'uomo che viene da Canyon City, regia di Alfonso Balcázar (1965)
- Mark Donen agente Zeta 7 (Rembrandt 7 antwortet nicht...), regia di Giancarlo Romitelli (1966)
- 7 dollari sul rosso, regia di Alberto Cardone (1966)
- Django, regia di Sergio Corbucci (1966)
- Superargo contro Diabolikus, regia di Nick Nostro (1966)
- 10.000 dollari per un massacro, regia di Romolo Guerrieri (1966)
- Tiffany memorandum, regia di Sergio Grieco (1967)
- Vendetta per vendetta, regia di Mario Colucci (1968)
- Dio perdoni la mia pistola, regia di Mario Gariazzo (1969)
- Qualcosa striscia nel buio, regia di Mario Colucci (1971)
- L'altro piatto della bilancia, regia di Mario Colucci (1972)
- Tony Arzenta - Big Guns, regia di Duccio Tessari (1973)
- La polizia accusa: il Servizio Segreto uccide, regia di Sergio Martino (1975)
- Una donna da uccidere (Folle à tuer), regia di Yves Boisset (1975)
- Ancora una volta... a Venezia, regia di Claudio Giorgi (1975)
- Yesterday - Vacanze al mare – miniserie TV (1985)

## Doppiatrici italiane
- Rita Savagnone in Sette a Tebe, L'uomo che viene da Canyon City, 7 dollari sul rosso, Django, 10.000 dollari per un massacro, Tiffany memorandum, La polizia accusa: il servizio segreto uccide
- Dhia Cristiani ne Il crollo di Roma
- Noemi Gifuni ne Il morbidone
- Benita Martini in Vendetta per vendetta
- Lorenza Biella in Dio perdoni la mia pistola